# San Ildefonso Sola
San Ildefonso Sola là một đô thị thuộc bang Oaxaca, México. Năm 2005, dân số của đô thị này là 789 người.